# Alt-Mariendorf

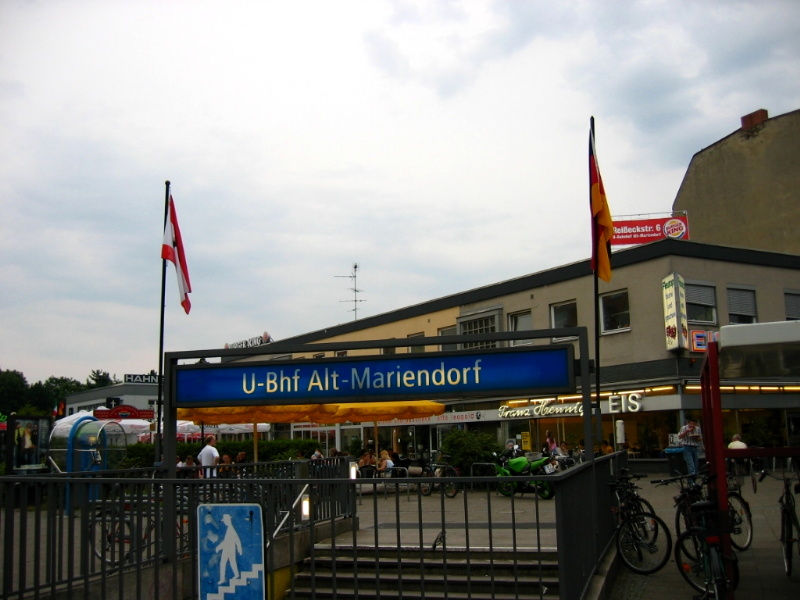
Entrén till Alt-Mariendorf

Alt-Mariendorf ("Gamla Mariendorf") är namnet på en tunnelbanestation på linje U6 i Berlin. Stationen öppnade 1966 och är slutstationen för den södra delen av linjen.  Arkitekten för stationen var Rainer G. Rümmler. Alt-Mariendorf är även namnet på den gamla bygatan i Berlinstadsdelen Mariendorf från vilken stationen är uppkallad.